# Der Generalbundesanwalt beim Bundesgerichtshof

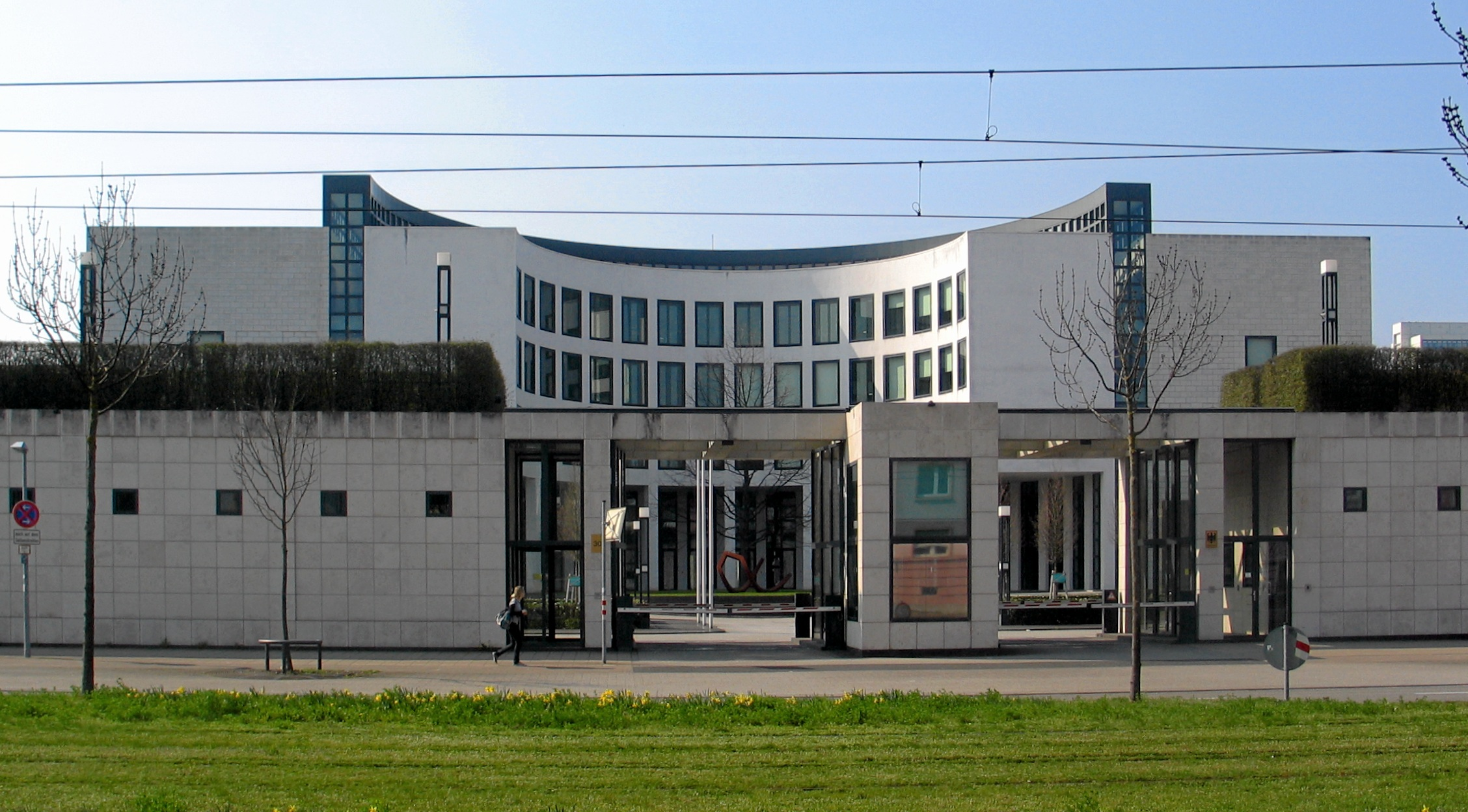
Sitz des Generalbundesanwalts beim Bundesgerichtshof in Karlsruhe

Der Generalbundesanwalt beim Bundesgerichtshof (Abkürzung GBA) ist in der Bundesrepublik Deutschland die Staatsanwaltschaft des Bundes und nimmt Aufgaben neben den Staatsanwaltschaften der Länder wahr. Die vom Generalbundesanwalt geleitete Behörde trägt den gleichen Namen; in der Fachliteratur und in der Umgangssprache wird sie auch als Bundesanwaltschaft bezeichnet. Amtierender Generalbundesanwalt ist seit dem 4. März 2024 Jens Rommel.
Dem Generalbundesanwalt sind ein Stellvertretender Generalbundesanwalt sowie mehrere Bundesanwälte beim Bundesgerichtshof, Oberstaatsanwälte beim Bundesgerichtshof und Staatsanwälte beim Bundesgerichtshof zugeordnet. Er verfügt über circa 300 Mitarbeiter, von denen etwa 110 dauerhaft als Bundesanwälte, Oberstaatsanwälte bzw. Staatsanwälte beim Bundesgerichtshof tätig sind. Darüber hinaus unterstützen 50 vorübergehend abgeordnete Staatsanwälte oder Richter aus den Ländern den GBA.
Der Generalbundesanwalt ist ein politischer Beamter. Er soll die kriminal- und sicherheitspolitischen Ansichten und Ziele der jeweils amtierenden Bundesregierung teilen und kann jederzeit in den einstweiligen Ruhestand versetzt werden. Er gehört der Exekutive an, untersteht der Dienstaufsicht des Bundesministers der Justiz und für Verbraucherschutz und ist damit an dessen Weisungen gebunden.
Der Generalbundesanwalt vertritt grundsätzlich die Anklage in allen Strafverfahren, die vor den Bundesgerichtshof kommen. Er hat außerdem eine Sonderzuständigkeit für eine Reihe von Staatsschutzdelikten, die gegen den Bund gerichtet sind oder in denen die mutmaßlichen Täter grenzüberschreitend handeln. Zudem hat er die alleinige Zuständigkeit für die Verfolgung von Verbrechen des Völkerstrafrechts.

## Geschichte und Sitz
Die Behörde wurde 1950 gegründet; ihre Vorgängerbehörde war die Oberreichsanwaltschaft. Die Bundesanwaltschaft hat ihren Hauptsitz beim Bundesgerichtshof in Karlsruhe, auf dessen Gelände sie bis 1998 auch untergebracht war. Seitdem verfügt sie über ein eigenes Gebäude in der Brauerstraße in der Karlsruher Südweststadt, in unmittelbarer Nähe zum Zentrum für Kunst und Medien. Der Entwurf stammt von Oswald Mathias Ungers.
Eine weitere Dienststelle befindet sich in Leipzig beim Sitz des 5. und 6. Strafsenats des Bundesgerichtshofs. Ursprünglich hatten der 5. Strafsenat und die dazugehörige Dienststelle der Behörde ihren Dienstsitz in Berlin. Der Berliner Dienstsitz sollte u. a. der – von westdeutscher Seite allerdings stets bestrittenen – Rechtsauffassung der Westalliierten Rechnung tragen, dass West-Berlin nicht integraler Bestandteil der Bundesrepublik Deutschland sei. Der Wechsel des 5. Strafsenats und der dazugehörigen Dienststelle der Behörde von Berlin nach Leipzig erfolgte als „Ausgleich“ für die Verlegung von (Teilen) der Bundesregierung von Bonn nach Berlin. Der Wechsel nimmt zudem Bezug auf den historischen Sitz des Reichsgerichts in Leipzig.
Bis zur Gründung des Bundesamtes für Justiz am 1. Januar 2007 hatte die Behörde ferner in Bonn eine Dienststelle, die das Bundeszentralregister und andere Register (Erziehungsregister, Gewerbezentralregister und zentrales staatsanwaltschaftliches Verfahrensregister) führte sowie für die Wahrnehmung bestimmter Aufgaben im internationalen Familienrecht zuständig war. Diese Aufgaben werden nun vom Bundesamt wahrgenommen.

### Kontinuität nach 1945
Die Bundesanwaltschaft war im Nachkriegsdeutschland jahrzehntelang mit früheren NSDAP-Mitgliedern durchsetzt. Besonders stark war die NS-Belastung bei der Bundesanwaltschaft in Karlsruhe, so das Ergebnis einer umfangreichen Studie, die Generalbundesanwalt Peter Frank 2016 in Auftrag gegeben hatte. Untersucht wurde die Zeitspanne von 1950 bis 1974 in der Behörde. In den 1950er-Jahren gab es danach besonders viele Mitarbeiter im höheren Dienst, die im NS-Regime der NSDAP angehört hatten. Ihr Anteil lag damals bei etwa 75 Prozent. Bei den für die Strafverfolgung verantwortlichen Bundesanwälten waren 1966 zehn von elf früher NSDAP-Mitglieder. Dies entsprach einer Quote von 91 Prozent, so die Autoren der Studie, Christoph Safferling und der Historiker Friedrich Kießling, deren Forschungsergebnisse im November 2021 als Buch erschienen sind (Staatsschutz im Kalten Krieg – Die Bundesanwaltschaft zwischen NS-Belastung, Spiegel-Affäre und RAF). Die Verantwortlichen hätten sich in den 1950er und frühen 1960er Jahren vor allem der juristischen Verfolgung von Kommunisten verschrieben – „eine fast nahtlose Fortsetzung dessen, was sie bereits im Nationalsozialismus praktiziert hatten,“ so ein weiteres Ergebnis der Studie.

## Aufgabenbereiche
Der Generalbundesanwalt ist nicht vorgesetzte Behörde der Staatsanwaltschaften der Länder, sondern hat seine eigenen, festgelegten Zuständigkeitsbereiche. Er steht in seiner Funktion als Anklagevertreter bei Verfahren vor dem Bundesgerichtshof sowie als Ermittlungsbehörde in bestimmten – gesetzlich geregelten – Fällen des strafrechtlichen Staatsschutzes neben den Landesstaatsanwaltschaften.
Im Wesentlichen hat er folgende Aufgabenbereiche:
- Mitwirkung an den Revisions- und Beschwerdeverfahren vor den Strafsenaten des Bundesgerichtshofs (BGH), unabhängig davon, um welche Delikte es sich handelt. In den unteren Instanzen wird die Anklage in diesen Verfahren von den Staatsanwaltschaften der Länder vertreten, nur wenn sie vor den BGH kommen, werden sie an den Generalbundesanwalt abgegeben
- erstinstanzliche Strafverfolgung von Delikten gegen die innere Sicherheit der Bundesrepublik Deutschland, insbesondere von terroristischen Gewalttaten, Delikten gegen die äußere Sicherheit der Bundesrepublik Deutschland, vor allem von Landesverrat und Spionage, und von Straftaten nach dem Völkerstrafgesetzbuch (originäre Zuständigkeit nach § 142a in Verbindung mit § 120 Abs. 1 Gerichtsverfassungsgesetz (GVG)).
- bei einer Reihe weiterer Delikte kann der Generalbundesanwalt die Verfolgung übernehmen, wenn er dem Fall besondere Bedeutung beimisst (siehe unter evokative Zuständigkeit)

Die Wahrnehmung seiner Aufgaben als Ermittlungsbehörde wird zunächst durch das Legalitätsprinzip bestimmt, das in gesetzlich geregelten Fällen, bei kleiner und mittlerer Kriminalität (sowie zur Abwendung von Gefahren für den Staat und bei tätiger Reue) durch das Opportunitätsprinzip durchbrochen wird. Der GBA ist an Weisungen seiner vorgesetzten Behörde, dem Bundesministerium der Justiz und für Verbraucherschutz, gebunden. Für dessen Weisungen gilt (allein) das Legalitätsprinzip. Sie müssen also rechtmäßig sein und dürfen nicht etwa aus Opportunität dem Recht widersprechen. Für die Verfolgung bestimmter Straftaten mit Auslandsbezug bedarf der Generalbundesanwalt einer Verfolgungsermächtigung des Justizministeriums (§ 89a Abs. 4 StGB).

### Evokative Zuständigkeit
Das Evokationsrecht des Generalbundesanwalts ist in § 120 Abs. 2 GVG geregelt. Dort werden die Voraussetzungen umschrieben, unter denen der Generalbundesanwalt die Strafverfolgung von bestimmten staatsgefährdenden Delikten übernimmt (so genannte gekorene Staatsschutzdelikte). Die Vorschrift des § 120 Abs. 2 GVG sieht drei Fallgruppen für die Übernahme der Ermittlungen vor. Der Generalbundesanwalt ist zuständig, wenn
- er bei bestimmten Staatsschutzdelikten, die nicht in seine originäre Zuständigkeit fallen, wie z. B. die Bildung einer kriminellen Vereinigung, die besondere Bedeutung des Falles bejaht,
- bestimmte schwere Straftaten mit einer ausländischen terroristischen Vereinigung in Zusammenhang stehen oder
- bestimmte schwere Straftaten, wie z. B. Mord, Totschlag, Geiselnahme, schwere Brandstiftung nach den Umständen bestimmt und geeignet sind, die äußere oder innere Sicherheit der Bundesrepublik Deutschland zu beeinträchtigen und der Generalbundesanwalt die besondere Bedeutung des Falles bejaht. Eine Beeinträchtigung der inneren Sicherheit der Bundesrepublik Deutschland im Sinne des § 120 Abs. 2 Satz 1 Nr. 3a GVG kann in der Regel nur angenommen werden, wenn die konkrete Tat nach den jeweiligen Umständen das innere Gefüge des Gesamtstaates beeinträchtigen kann oder sich gegen dessen Verfassungsgrundsätze richtet. Zu diesen Verfassungsgrundsätzen zählt der Ausschluss jeglicher Gewalt- und Willkürherrschaft gegenüber Minderheiten (Rechtsextremismus).[15]

Der Fall der Evokation stellt eine „bewegliche“ Zuständigkeit dar. Liegen die Voraussetzungen des § 120 Abs. 2 GVG vor, hat der Generalbundesanwalt das Verfahren an sich zu ziehen. Die Übernahme ist zwingend; sie unterliegt der Nachprüfung durch die Gerichte. Im Ermittlungsverfahren übt der Ermittlungsrichter des Bundesgerichtshofes die Kontrolle aus, sofern Entscheidungen über Maßnahmen zu treffen sind, die unter Richtervorbehalt stehen (Haftbefehl, Durchsuchung, Beschlagnahme, Telefonüberwachung). Nach Anklageerhebung geht die Zuständigkeitsprüfung auf das Oberlandesgericht über. Bei der Eröffnung des Hauptverfahrens verweist das Oberlandesgericht die Sache an das Landgericht oder an das Amtsgericht, wenn es der Ansicht ist, dass die Zuständigkeit des Generalbundesanwalts nicht gegeben ist. Im Revisionsverfahren prüft der Bundesgerichtshof von Amts wegen, ob das Oberlandesgericht die Anklage des Generalbundesanwalts rechtsfehlerfrei zur Hauptverhandlung zugelassen hat. Die Prüfung der Zuständigkeit des Oberlandesgerichts dient hier nicht vorrangig dem Schutz individueller Rechte des Angeklagten, namentlich seines grundrechtlichen Anspruchs auf den gesetzlichen Richter (Art. 101 Abs. 1 Satz 2 GG), sondern der Wahrung der objektiven Kompetenzordnung des Grundgesetzes. Denn mit der Zuweisung einer Sache an die Bundesjustiz werden nicht nur eine Ermittlungsbehörde (§ 142a Abs. 1 Satz 1 GVG) und ein Gericht des Bundes (§ 120 Abs. 1 und 2 GVG und § 6 StPO) für die Strafverfolgung zuständig, vielmehr gehen auch die Strafvollstreckung (§ 451 Abs. 1 StPO, § 4c StVollstrO) und das Gnadenrecht (§ 452 Satz 1 StPO, Art. 60 Abs. 2 GG) auf den Bund über.
Der Generalbundesanwalt ist am Gemeinsamen Internetzentrum beteiligt.

### Sonstige Aufgaben
Der Generalbundesanwalt beim Bundesgerichtshof ist zudem im Geschäftsbereich des Bundesministeriums der Justiz und für Verbraucherschutz ein „Anwalt des Bundes“. Ihm ist die Vertretung in Verwaltungsverfahren und gerichtlichen Verfahren übertragen, die den Bundesgerichtshof, das Bundesverwaltungsgericht, den Bundesfinanzhof oder aber die Bundesanwaltschaft selbst betreffen, und das Bundesdisziplinargericht betrafen. Die Aufsicht über die Bundesanwaltschaft und den Generalbundesanwalt übt das Bundesjustizministerium aus.

## Gliederung
Die Behörde gliedert sich in drei Abteilungen:
- Abteilung ZS (Zentrale Aufgaben; Spionage; Straftaten nach dem Außenwirtschaftsgesetz, Völkerstrafrecht, Europa)
  - Verwaltung Z
    - Personal, Organisation, Sicherheit
    - Haushalt, Liegenschaftsverwaltung, Innerer Dienst
    - Informationstechnik

  - Spionage
    - S1–5
- Abteilung R (Revision)
  - R1–7
- Abteilung TE (Terrorismus)
  - TE 1–9, TE 1a, TE 5a

Der Abteilungsleiter TE ist zugleich ständiger Vertreter des Generalbundesanwalts.

## Auswahl und Ernennung
Nach § 149 GVG unterbreitet der Bundesminister der Justiz und für Verbraucherschutz mit Zustimmung des Bundesrates dem Bundespräsidenten einen Ernennungsvorschlag für das Amt des Generalbundesanwalts und der Bundesanwälte. Der Generalbundesanwalt ist politischer Beamter nach § 54 Bundesbeamtengesetz. Als weisungsgebundener politischer Beamter hat er mit den politischen Zielen der Bundesregierung übereinzustimmen.

## Liste der Generalbundesanwälte
| Nr. | Name                              | Beginn der Amtszeit | Ende der Amtszeit  |
| --- | --------------------------------- | ------------------- | ------------------ |
| 1   | Carlo Wiechmann 1 (1886–1967)     | 7. Oktober 1950     | 31. März 1956      |
| 2   | Max Güde (1902–1984), CDU         | 1. April 1956       | 26. Oktober 1961   |
| 3   | Wolfgang Fränkel (1905–2010)      | 23. März 1962       | 24. Juli 1962      |
| 4   | Ludwig Martin (1909–2010)         | 7. April 1963       | 30. April 1974     |
| 5   | Siegfried Buback (1920–1977)      | 31. Mai 1974        | 7. April 1977 2    |
| 6   | Kurt Rebmann (1924–2005)          | 1. Juli 1977        | 31. Mai 1990       |
| 7   | Alexander von Stahl (* 1938), FDP | 1. Juni 1990        | 6. Juli 1993       |
| 8   | Kay Nehm (* 1941), parteilos      | 7. Februar 1994     | 31. Mai 2006       |
| 9   | Monika Harms (* 1946), CDU        | 1. Juni 2006        | 30. September 2011 |
| 10  | Harald Range (1948–2018), FDP     | 17. November 2011   | 1. September 2015  |
| 11  | Peter Frank (* 1968)              | 5. Oktober 2015     | 21. Dezember 2023  |
| 12  | Jens Rommel (* 1972), FDP         | 4. März 2024        |                    |